# Жиделинський сільський округ (Балхаський район)
Жидели́нський сільський округ (каз. Жиделі ауылдық округі, рос. Жиделинский сельский округ) — адміністративна одиниця у складі Балхаського району Алматинської області Казахстану. Адміністративний центр — село Жиделі.
Населення — 1348 осіб (2021; 1530 у 2009, 1925 у 1999, 2409 у 1989).
Станом на 1989 рік існувала Жиделинська сільська рада (села Айнаколь, Байменей, Жиделі, Кошкарбай, Оракбалга).

## Склад
До складу округу входять такі населені пункти:
| Населений пункт    | Стара назва | Населення, осіб (1989) | Населення, осіб (1999) | Населення, осіб (2009) | Населення, осіб (2021) |
| ------------------ | ----------- | ---------------------- | ---------------------- | ---------------------- | ---------------------- |
| Айнаколь, село     | -           | 212                    | 209                    | -                      | -                      |
| Байменей, село     | -           | 302                    | 245                    | -                      | -                      |
| Жиделі, село       | -           | 1347                   | 1193                   | 1249                   | 1280                   |
| Кошкарбай, село    | -           | 387                    | 200                    | 223                    | 24                     |
| Оракти-батир, село | Оракбалга   | 161                    | 78                     | 58                     | 44                     |